# Le Neufbourg
Le Neufbourg és un municipi francès situat al departament de la Manche i a la regió de Normandia. L'any 2007 tenia 477 habitants.

## Demografia

### Població
El 2007 la població de fet de Le Neufbourg era de 477 persones. Hi havia 198 famílies de les quals 52 eren unipersonals (12 homes vivint sols i 40 dones vivint soles), 77 parelles sense fills, 57 parelles amb fills i 12 famílies monoparentals amb fills.
La població ha evolucionat segons el següent gràfic:
Habitants censats

### Habitatges
El 2007 hi havia 261 habitatges, 205 eren l'habitatge principal de la família, 34 eren segones residències i 22 estaven desocupats. 247 eren cases i 13 eren apartaments. Dels 205 habitatges principals, 153 estaven ocupats pels seus propietaris, 50 estaven llogats i ocupats pels llogaters i 3 estaven cedits a títol gratuït; 5 tenien una cambra, 5 en tenien dues, 39 en tenien tres, 59 en tenien quatre i 97 en tenien cinc o més. 138 habitatges disposaven pel capbaix d'una plaça de pàrquing. A 95 habitatges hi havia un automòbil i a 95 n'hi havia dos o més.

### Piràmide de població
La piràmide de població per edats i sexe el 2009 era:
| Homes | Edats   | Dones |
| ----- | ------- | ----- |
| 0     | 95 o +  | 0     |
| 0     | 90 a 94 | 4     |
| 8     | 85 a 89 | 8     |
| 0     | 80 a 84 | 8     |
| 20    | 75 a 79 | 4     |
| 8     | 70 a 74 | 8     |
| 16    | 65 a 69 | 24    |
| 8     | 60 a 64 | 8     |
| 8     | 55 a 59 | 4     |
| 16    | 50 a 54 | 16    |
| 12    | 45 a 49 | 16    |
| 12    | 40 a 44 | 12    |
| 40    | 35 a 39 | 36    |
| 32    | 30 a 34 | 32    |
| 12    | 25 a 29 | 16    |
| 12    | 20 a 24 | 8     |
| 28    | 15 a 19 | 8     |
| 24    | 10 a 14 | 12    |
| 24    | 5 a 9   | 12    |
| 24    | 0 a 4   | 12    |

## Economia
El 2007 la població en edat de treballar era de 308 persones, 212 eren actives i 96 eren inactives. De les 212 persones actives 205 estaven ocupades (106 homes i 99 dones) i 7 estaven aturades (3 homes i 4 dones). De les 96 persones inactives 48 estaven jubilades, 22 estaven estudiant i 26 estaven classificades com a «altres inactius».

### Ingressos
El 2009 a Le Neufbourg hi havia 198 unitats fiscals que integraven 472 persones, la mediana anual d'ingressos fiscals per persona era de 17.506 €.

### Activitats econòmiques
Dels 17 establiments que hi havia el 2007, 1 era d'una empresa alimentària, 1 d'una empresa de fabricació d'altres productes industrials, 5 d'empreses de construcció, 3 d'empreses de comerç i reparació d'automòbils, 3 d'empreses d'hostatgeria i restauració, 1 d'una empresa financera, 1 d'una empresa de serveis, 1 d'una entitat de l'administració pública i 1 d'una empresa classificada com a «altres activitats de serveis».
Dels 6 establiments de servei als particulars que hi havia el 2009, 1 era un paleta, 1 guixaire pintor, 2 fusteries i 2 restaurants.
L'únic establiment comercial que hi havia el 2009 era una fleca.
L'any 2000 a Le Neufbourg hi havia 13 explotacions agrícoles.

## Equipaments sanitaris i escolars
El 2009 hi havia una escola maternal.

## Poblacions més properes
El següent diagrama mostra les poblacions més properes.